# Bentinckia nicobarica
Bentinckia nicobarica är en enhjärtbladig växtart som först beskrevs av Wilhelm Sulpiz Kurz, och fick sitt nu gällande namn av Odoardo Beccari. Bentinckia nicobarica ingår i släktet Bentinckia och familjen Arecaceae. IUCN kategoriserar arten globalt som starkt hotad.
Artens utbredningsområde är Nicobarerna. Inga underarter finns listade i Catalogue of Life.